# Verbe défectif
En linguistique, un verbe est dit défectif lorsque sa conjugaison est incomplète : certains temps, modes ou personnes sont inusités. Il est cependant courant pour certains verbes considérés comme défectifs à certains temps d'être attesté à ces derniers.

## Formes conjuguées à une unique personne
Certains verbes ne se conjuguent qu'à la 3e personne  (non exhaustif) : 
- advenir
- braire
- bruire
- chaloir (peu lui chaut)
- échoir
- falloir
- grêler
- messeoir
- pleuvoir
- poindre
- saillir
- s'ensuivre
- seoir
- sortir (terme juridique)
- sourdre
- traire
- urger

Les verbes impersonnels font partie de cette catégorie. 

## Faible nombre de formes conjuguées
D'autres ne se conjuguent qu'à certains temps ou certains modes :
- accroire (infinitif)
- dépourvoir (infinitif, passé simple, participe passé et temps composés)
- férir (seulement dans les expressions sans coup férir ou féru de)
- forclore (infinitif et participe passé)
- forfaire (infinitif, au singulier de l'indicatif présent, au participe passé et aux temps composés)
- frire (infinitif, participe passé, singulier de l'indicatif présent et futur, conditionnel, impératif et temps composés)
- gésir (présent et imparfait de l'indicatif)
- malfaire
- messeoir
- moufeter (infinitif et temps composés)
- occire (infinitif, participe passé et temps composés)
- parfaire (surtout infinitif, participe passé, temps composés)
- quérir (infinitif)
- ravoir (infinitif)
- reclure (infinitif, participe passé et temps composés)
- seoir (indicatif présent, imparfait, futur simple, subjonctif présent, conditionnel présent, participe présent, participe passé)

## Conjugaison quasiment complète
D'autres encore se conjuguent à presque tous les temps et modes, seuls quelques-uns n'existent pas : 
- absoudre (tout sauf passé simple et subjonctif imparfait. Nous devons remarquer que "résoudre" possède un passé simple et un subjonctif imparfait)
- abstraire
- clore
- déchoir (tout sauf imparfait de l'indicatif et impératif)
- déclore
- dissoudre
- distraire
- éclore
- enclore (tout sauf indicatif imparfait et passé simple, subjonctif imparfait)
- extraire (tout sauf passé simple et subjonctif imparfait)
- faillir (tout sauf impératif, mais surtout utilisé au passé simple, à l'infinitif et aux temps composés)
- foutre (tout sauf passé simple, passé antérieur de l'indicatif, imparfait, plus-que-parfait du subjonctif)
- paître/paitre (indicatif passé simple et subjonctif imparfait. À noter que le participe passé et les temps composés se rencontrent en fauconnerie[1])
- soustraire (tout sauf passé simple, subjonctif imparfait)
- traire
- choir

## Verbes défectifs peu usités
D'autres verbes sont peu usités à l'exceptions de certaines expressions :
- adirer
- apparoir
- assavoir
- avenir
- bienvenir
- comparoir
- courre
- endêver
- ester
- huir
- issir (seulement au participe passé issu)
- partir (seulement à l'infinitif dans l'expression avoir maille à partir)
- raire
- rassir (surtout à l'infinitif et au participe passé rassi)